# Apocheiridium validissimum
Apocheiridium validissimum es una especie de arácnido del orden Pseudoscorpionida de la familia Cheiridiidae.

## Distribución geográfica
Se encuentra en Nueva Zelanda.